# Улексит
Улексит — мінерал класу боратів, водний борат натрію та кальцію.
Названий в 1849 році на ім'я німецького хіміка Г. Л. Улекса (нім. Georg Ludwig Ulex; 1811—1883).
Синоніми: боронатрокальцит, телевізійний камінь, гідроборокальцит, натроборокальцит, рафіт, стиберит, тінкальцит, тіца, хейзин.

## Опис
Хімічна формула:
- 1. За Є. Лазаренком: NaCa[B5O9]•8Н2О.
- 2. За К.Фреєм та «Fleischer's Glossary» (2004): NaCaB5O6(OH)6•5H2O. Містить до 43-45 % В2О3.

Сингонія триклінна. Пінакоїдальний вид. Переважають заплутано-волокнисті і повстяноподібні або голчаті агрегати, жовноподібні форми виділень; зустрічається також жердиновидні радіально-променисті друзи, землиста і пухка маса. Густина 1,9-2,0. Тв. 1-3. Колір білий. Блиск шовковистий або скляний. Прозорий, має властивості світлопроводу (світло проходить вздовж волокон). Спайність досконала і добра. Крихкий. Розчиняється в гарячій воді. Походження хемогенне — осадове (в озерах, болотах, колодязях і на ґрунтах пустель).
Структурною особливістю улекситу є довгі ланцюжки, що складаються з мономерів, хімічний склад яких відображає формула В5О6(ОН)6. Завдяки цим паралельно розташованим тяжам кристали улекситу пропускають світло без спотворень тільки по одному з трьох взаємно перпендикулярних напрямів. Тому улексит і називають TV-stone (телевізійний камінь).

## Розповсюдження
Поширений в соляних озерах в асоціації з бурою, галітом, глауберитом та ін. мінер. солями. Скупчення У. спостерігаються в місцях розвантаження термальних вод по периферії куполів і покривів травертину (Арґентина, Туреччина, Іран, Індія, країни Закавказзя, Памір). Вицвіти У. є серед продуктів виверження грязьових вулканів. Поширений в сучасних осадах і солончаках на місці бороносних озер і боліт в штатах Невада, Каліфорнія, Орегон (США), на високогірному плато Пуна в Арґентині, в Чилі, Перу і Болівії, в пустелях Ірану, внутрішніх районах Китаю, де зустрічається в донних мулах у вигляді ідіоморфних кристалів і витриманих малопотужних прошарків, або в складі поверхневих соляних кірок та покривів. Супутні мінерали: ґіпс, керніт, колеманіт. Руда бору.